# Градобор
Градобор, още Гърдобо̀р или Гърдибол (на гръцки: Πεντάλοφος, Пендалофос, до 1953 година Γραδεμπόρι, Градембори), е село в Гърция, част от дем Даутбал, област Централна Македония с 1944 жители (2001).

## География
Селото е разположено в областта Вардария в Солунското поле на левия бряг на река Галик (Галикос), в югозападното подножие на планината Балджа. Отдалечено е от Солун на около 10 километра в северозападна посока.

## История

### В Османската империя
През XVIII век Градобор е село в Солунска каза на Османската империя. Според османски сиджили, през 1731-1751 селото е напуснато от своите жители и е напълно обезлюдено.
През XIX век Градобор е чисто българско село в Солунска каза. В Градобор има фабрика за барут на османската армия и за това селото е включено в муката на селищата за приготвяне на барут, с последица освобождаване на жителите му от плащане на различни данъци, тъй като те поддържат фабриката и чистят водопровода. Същевременно жителите отглеждат и овце, коне, пшеница и сусам и се занимават и с бубарство.
В 1848 година руският славист Виктор Григорович отбелязва в „Очерк путешествия по Европейской Турции“ Градоборъ като българско село. Александър Синве („Les Grecs de l’Empire Ottoman. Etude Statistique et Ethnographique“), който използва гръцки данни, в 1878 година пише, че в Гиряпори (Ghiriapori) живеят 420 гърци. В „Етнография на вилаетите Адрианопол, Монастир и Салоника“, издадена в Константинопол в 1878 година и отразяваща статистиката на населението от 1873 Йирдо-Боре (Yirdo-Bore) е показано като село с 90 домакинства и 480 жители българи.
Между 1896 и 1900 година селото преминава под върховенството на Българската екзархия. Според статистиката на Васил Кънчов („Македония. Етнография и статистика“) от 1900 година селото брои 800 жители, всички българи християни.
По данни на секретаря на екзархията Димитър Мишев („La Macédoine et sa Population Chrétienne“) в 1905 година селото (Gradobor) има 780 българи екзархисти и 260 патриаршисти, като в него работят българско и гръцко училище.
В Градобор в 1905 година според училищния инспектор на Солунската епархия Евтим Спространов функционира българско училище с учители Атанас Димитров от Долно Куфалово и Елена Йосифова от Солун.
В 1905 година според гръцки данни Градобор е най-многолюдното от селата в околията със 782 жители, предимно славофони, но и елинофони.
Според доклад на Димитриос Сарос от 1906 година Градовори (Γραδοβόρι) е славяногласно село в Солунската митрополия със 750 жители, от които с гръцко съзнание 280 и с българско 470. В селото работят смесено гръцко 4-класно училище с 45 ученици (31 мъже и 14 жени) и 2 учители, както и българско училище с 50 ученици и 2 учители.
При избухването на Балканската война в 1912 година шестима души от Градобор са доброволци в Македоно-одринското опълчение. По време на Балканската война в Градобор се установява българска военно-административна власт с полицейски пристав Гоце Междуречки. След зачестили инциденти с нахлуващи гръцки части в района българските части се изтеглят.

### В Гърция
След Междусъюзническата Градобор попада в Гърция. Част от българското му население се изселва и на негово място са настанени гърци бежанци. Според преброяването от 1928 година Градемборион е смесено местно-бежанско село с 4 бежански семейства и 13 души. В 1953 година селото е преименувано на Пендалофос.
| Име        | Име                     | Ново име       | Ново име       | Описание                                                                |
| ---------- | ----------------------- | -------------- | -------------- | ----------------------------------------------------------------------- |
| Върбалак   | Βαρμακίστικα            | Плая           | Πλαγια         | местност на СЗ от Градобор и на СИ от Бугариево по десния бряг на Галик |
| Свети Илия | Προφήτης Ήλίας Μπάλτζας | Профитис Илияс | Προφήτης Ήλιας | възвишение на С от Градобор и на З от Балджа (407,5 m)                  |
| Буюк тепе  | Μπουγιούκ Όρος          | Корифи         | Κορυφή         | възвишение на СИ от Градобор и на З от Балджа                           |

## Личности
Родени в Градобор
- Атанас Ашлакът, македоно-одрински опълченец, Сборна партизанска рота на МОО[19]
- Атанас Градоборлията (1860 – 1903), български общественик и революционер
- Атанас Димитров (1874 – ?), македоно-одрински опълченец, Кукушка чета, Втора рота на Четиринадесета воденска дружина[20]
- Велика Трайкова (Велика Трайку) (1883 - 1904), гръцка учителка, деец на Гръцката въоръжена пропаганда в Македония[21]
- Димитриос Демердзис (Δημήτριος Δεμερτζής), гръцки андартски деец, агент от трети ред, убит от дейци на ВМОРО през януари 1904 година[22]
- Димитриос Продромос (Δημήτριος Πρόδρομος), гръцки андартски деец, агент от трети ред[22]
- Димитър Златанов Градоборчето (Димитриос Вулгаракис), музикален деец
- Иван С. Сарамунлиев (1885 – ?), македоно-одрински опълченец, четата на Гоце Бърдаров, Трета рота на Шеста охридска дружина[23]
- Константинос Сарорас (Κωνσταντίνος Σαροράς), гръцки андартски деец, агент от втори ред[22]
- Милтос Сапанис (р. 1976), гръцки футболист
- Павел Атанасов, македоно-одрински опълченец, Първа рота на Осма костурска дружина, носител на орден „За храброст“ IV степен[24]
- Петър Атанасов, македоно-одрински опълченец, Първа рота на Осма костурска дружина[24]
- Трайко Стерьов или Чифута (Τράικος Τσιφούτης), гръцки андартски деец, агент от трети ред, убит със съпругата си Велика Трайкова през август 1904 година от дейци на ВМОРО[22]
- Христо Атанасов, български революционер от ВМОРО, четник на Дончо Ангелов[25]
- Яким Димитров (1881 – ?), македоно-одрински опълченец, учител, Първа рота на Десета прилепска дружина[26]

Починали в Градобор
- Атанас Градоборлията (1860 – 1903), български общественик и революционер
- Григор Христов Дерменджиев, български революционер от Миравци, деец на ВМОРО, убит при Градобор[27]
- Коста Димитров Стафидов, български революционер от Тушин, деец на ВМОРО, убит при Градобор[28]